# Клименко Андрій Сергійович
Андрій Сергійович Клименко (позивний «Кліма») — український військовослужбовець, командир 414-ї окремої бригади безпілотних систем «Птахи Мадяра». Засновник і командир найпродуктивнішої у світі команди ударних БпЛА «Кліма-Team». Доброволець із 24 лютого 2022 року, воював у складі «Спарти». У минулому тренер, абсолютний чемпіон світу з тхеквондо ITF (2017, Північна Корея). Перший у сучасній історії ЗСУ командир бригади зі званням — молодший лейтенант.